# Szabó Ildikó (színművész)
Szabó Ildikó (Székesfehérvár, 1934. április 23. – 2021. január 7.) magyar színésznő.

## Életpályája
1958-ban végzett a Színművészeti Főiskolán. Főiskolásként főszerepet játszhatott – Szirtes Ádám, Kiss Manyi és Somogyi Erzsi oldalán – az Égi madár című filmben. Szereplője volt (Lucy) a legendás főiskolai vizsgaelőadásnak, az 1958. március 7-én bemutatott Koldusoperának.
Első szerződése a debreceni Csokonai Nemzeti Színházhoz kötötte. Debrecenben A dada című darabban láthatta először a közönség. A bemutató 1958. szeptember 12-én volt. Az előadást Szendrő József rendezte. Partnerei voltak, többek között: Novák István, Latinovits Zoltán, Lőte Attila, Gurnik Ilona, Hotti Éva.
További társulatai: Szigligeti Színház (Szolnok) (1966–1970), (1974–1983); Csiky Gergely Színház (Kaposvár) (1970–1974); Szegedi Nemzeti Színház (1983–1988); később találkozhattunk nevével pécsi és budapesti színlapokon.

## Színházi szerepei
A Színházi adattárban regisztrált bemutatóinak száma: 75 Ugyanitt hat színházi fotón is látható.
| - Pavel Kohut: Ilyen nagy szerelem (Lida) - Jean Anouilh: Romeo és Jeanette (női címszerep) - Kállai István: Kötéltánc (Éva) - Federico García Lorca: Bernarda Alba háza (Magdaléna) - Arthur Miller: Pillantás a hídról (Catherine) - Tamási Áron: Énekes madár (Magdó) - Móricz Zsigmond: Úri muri (Rozika) - Szirmai Albert: Mágnás Miska (Marcsa) - Tersánszky Józsi Jenő: Kakukk Marci (Pattanó Rozi) - Lev Nyikolajevics Tolsztoj: Háború és béke (Natasa) | - Ibsen: Peer Gynt (Solvejg) - Marcel Achard: Bolond lány (címszerep) - Goldoni: Mirandolina (Dejanira) - Peter Shaffer: Játék a sötétben (Carol Melkett) - Csehov: Sirály (Mása) - Sütő András: Pompás Gedeon (Anna) - Shelagh Delaney: Egy csepp méz (Helen) - Sarkadi Imre: Elveszett paradicsom (Klári) - Schiller: Don Carlos (Olivarez) |

## Filmjei
- Égi madár (1958)
- Így volt rendelve
- Téli sport
- Próbaút
- Tizenhat város tizenhat leánya (1983)

## Kötete
- Szárnyak zenéje. Egy 20. századi magyar színművésznő idézetgyűjteménye, gondolatai, dalai, rajzai, színházi fotói; Cédrus Művészeti Alapítvány Bp., 2021